# 民安街道 (龙山县)
民安街道，是中华人民共和国湖南省湘西土家族苗族自治州龙山县下辖的一个乡镇级行政单位。

## 行政区划
民安街道下辖以下地区：
凤阳社区、老城社区、书院坪社区、南台堡社区、回龙社区、五爱村、茶亭村、春景村、回龙村、宝塔村、竹园村、蔬菜村和城郊村。